# Estación Nirihuau
Ñirihuau es una estación de ferrocarril ubicada en la localidad del mismo nombre, Departamento Pilcaniyeu, Provincia de Río Negro, Argentina.

## Ubicación

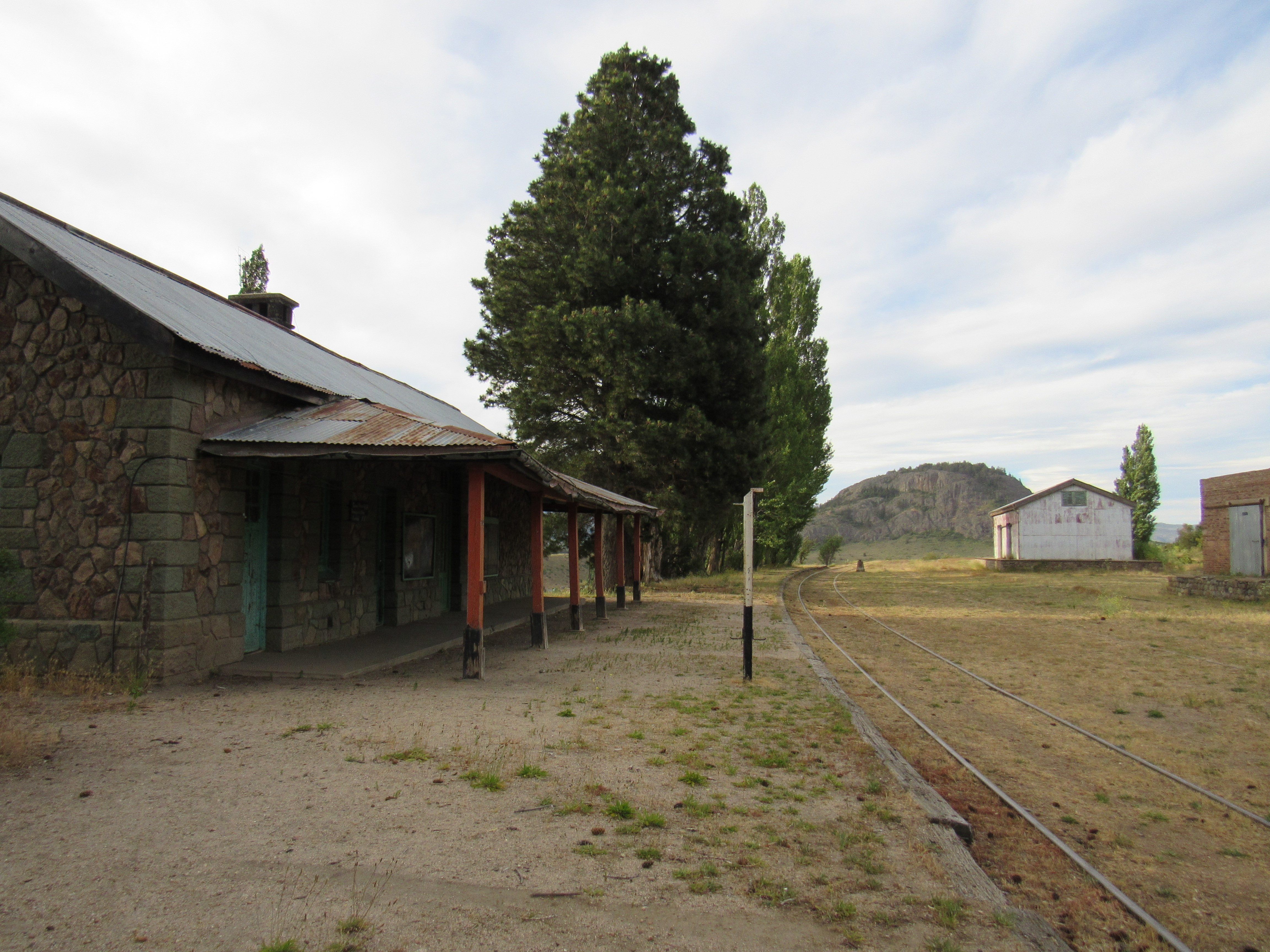
Estación Ñirihuau. De fondo el Cerro Leones

Se encuentra a 20 km de la ciudad de San Carlos de Bariloche.

## Servicios
Por sus vías transitan formaciones de cargas y de pasajeros de la empresa Tren Patagónico S.A.. Cuenta con parada para los servicios de pasajeros tanto en sentido ascendente como descendente del servicio regional Ingeniero Jacobacci - San Carlos de Bariloche.